# Палата представителей (Франция)
Палата представителей (фр. Chambre des représentants) была всенародно избираемой нижней палатой французского парламента, созданной в соответствии с Дополнительным актом 1815 года. Состояла из 629 депутатов, которые избирались на пятилетний срок. Верхней палатой была палата пэров.
Президентом этой палаты вплоть до её роспуска был Жан-Дени Ланжюине.
Палата представителей просуществовала недолго. В конце Ста дней, после поражения Наполеона при Ватерлоо, палата выдвинула Наполеону требование отречься от власти. 22 июня 1815 года палата представителей избрала трёх (Карно, Фуше и графа Гренье) из пяти членов правительственной комиссии (фр. Commission de gouvernement) для формирования нового правительства, а 23 июня 1815 года назвала императором Наполеона II.
Союзные державы Седьмой коалиции вскоре оккупировали Париж, и 3 июля палата капитулировала. Вскоре выяснилось, что победители хотят восстановить династию Бурбонов. 8 июля 1815 года палате было запрещено заседать под угрозой оружия, что положило конец её существованию.
С реставрацией Бурбонов в качестве нижнего органа парламента была создана Палата депутатов. Заседавшая в ней в октябре 1815 года Реакционная ультра-роялистская делегация получила прозвище «Несравненная».
В первые годы третьей Французской республики парламент Франции был однопалатным Национальным собранием, избранным в 1871 году, которое также действовало как конституанта. Первоначальная конституция, разработанная этим собранием 20 мая 1873 года, предусматривала восстановление палаты представителей; верхней палатой должен был быть сенат. Однако окончательная редакция французских конституционных законов 1875 года, принятая парламентом, утвердила в качестве нижней палаты палату депутатов.